# Assyrische Mythologie
Assyrische Mythen liegen selten in schriftlichen Versionen vor. Sie sind den babylonischen Vorlagen (siehe Babylonische Religion) ähnlich, da die babylonische Kultur und Literatur auf die assyrische Elite großen Einfluss hatte. Besonders wichtig war der Staats- und Kriegsgott Aššur, der eng mit dem König der Assyrer verbunden wurde. Aššur erhält in der assyrischen Schöpfungsgeschichte die Rolle von Marduk. Weitere wichtige Götter waren Ištar, für die es einen traditionsreichen Tempel in Ninive gab; Ea, der Zauberer der Götter; der Wettergott Adad und Nabu, der Sohn des babylonischen Gottes Marduk und Patron der Schreiber.